# NOAAS Oregon (R 551)
Le NOAAS Oregon (R 551), anciennement NOAAS Oregon (FRV 51), était un navire océanographique de la flotte de la NOAA (National Oceanic and Atmospheric Administration) en service de 1970 à 1980. 
Auparavant il était un navire de surveillance halieutique de l'United States Fish and Wildlife Service (USFWS), sous le nom de N/A Oregon (FWS 1600), de 1949 à 1970.   

## Historique
Dans l'espoir de trouver un moyen de remédier à la pénurie de protéines dans la viande aux États-Unis pendant la Seconde Guerre mondiale, la US War Food Administration (en) suggéra en 1945 que le gouvernement des États-Unis finance la construction de navires de pêche exploratoires destinés à élargir la connaissance des ressources de crabe et de poisson au large du territoire de l’Alaska, identifiées par les bateaux affrétés par l'United States Fish and Wildlife Service en 1940 et 1941. En réponse, la Reconstruction Finance Corporation (RFC) financa la construction de quatre de ces navires nommés Alaska, California, Oregon et Washington, ainsi que la conversion d'un cinquième plus grand navire le Pacific Explorer pour servir de navire-mère et fournir des services en tant que navire-usine et navire de charge. La Pacific Exploration Company (PEC) gérant les travaux de construction, les frères Gunderson construisirent les coques d’Oregon et de Washington à Portland en Oregon en 1946, après quoi les bateaux incomplets allèrent à Astoria, où la Astoria Marine Construction Company acheva les travaux d'aménagement.

### Carrière
Dans le cadre de l'accord conclu avec PEC pour l'exploitation des navires, ceux-ci sont partis en mer avec des agents du Fish and Wildlife Service (FWS). Les agents ont observé les opérations de pêche et mené des recherches scientifiques sur les pêches et de nouveaux matériels.
En 1949, il a intégré la flotte de l'United States Fish and Wildlife Service sous le nom de Oregon (FWS 1600)  et testa le nouveau système de radionavigation Loran pour avertir les bateaux de pêche de la présence des bancs de poisson. En 1970, il intègre la flotte de la NOAA après avoir subi une refonte. Initialement appelé NOAAS Oregon (FRV 51), il a pris son nom définitif de NOAAS Oregon (R 551) et a continué ses missions sur les côtes de l'Alaska. Il a été déclassé en 1980.

### Service ultérieur
Le 20 octobre 1980, la NOAA a transféré l’Oregon à la South Carolina Department of Natural Resources (en) de l’ État de Caroline du Sud. En avril 1991, Jon Franklin l’a acheté à la Caroline du Sud et l’a complètement révisé, le rendant ainsi à sa configuration d’origine. En février 1992, il a quitté la Caroline du Sud à bord de l'Oregon et est arrivé dans le nord-ouest du Pacifique après un voyage de six semaines. Franklin possédait et exploitait toujours l'Oregon au début de 2014 et sa société, Oregon Seafoods de Lopez Island, dans l'État de Washington, l'utilisait pour la pêche au thon dans le Pacifique Sud au large des Fidji, ainsi que de la pêche au germon dans le Pacifique Nord au large Washington et la pêche aux appâts et à la traîne pour le hareng et le saumon au large de l’Alaska .

### Note et référence
1. ↑  Historique de l'Oregon - Site NOAA Fisheries

- (en) Cet article est partiellement ou en totalité issu de l’article de Wikipédia en anglais intitulé « NOAAS Oregon (R 551) » (voir la liste des auteurs).